# Федоровское (Устюженский район)
Федоровское — деревня в Устюженском районе Вологодской области.
Входит в состав Устюженского сельского поселения (с 1 января 2006 года по 9 апреля 2009 года входила в Перское сельское поселение), с точки зрения административно-территориального деления — в Перский сельсовет.
Расстояние по автодороге до районного центра Устюжны — 21,7 км. Ближайшие населённые пункты — Алекино, Максимовское, Поповка, Яковлевское.
Население по данным переписи 2002 года — 30 человек (12 мужчин, 18 женщин). Всё население — русские.
В деревне расположен памятник архитектуры пожарный сарай.